# Messier 75
Messier 75 (znana również jako M75 lub NGC 6864) – gromada kulista znajdująca się w gwiazdozbiorze Strzelca. Obiekt został odkryty przez Pierre’a Méchaina 27 sierpnia 1780 roku i w tym samym roku dodany do katalogu Messiera.
M75 jest oddalona o 67,5 tys. lat świetlnych od Ziemi. Jest jedną z bardziej skoncentrowanych gromad kulistych. Absolutna wielkość gwiazdowa wynosi –8,5m, jest 180 tysięcy razy jaśniejsza niż nasze Słońce.